# Mariano Fernández Bermejo
Mariano Fernández Bermejo (Arenas de San Pedro, Ávila, 10 de febrero de 1948) es un jurista y expolítico español. Desde el 12 de febrero de 2007 hasta el 23 de febrero de 2009 fue ministro de Justicia de España. En las anteriores elecciones fue elegido diputado por Murcia, donde encabezaba las listas, logrando conservar los tres escaños que el PSOE había logrado en 2004. Es licenciado en Derecho y experto en Derecho Comunitario por la Universidad Complutense de Madrid y uno de los cofundadores de la Unión Progresista de Fiscales (UPF).
Sustituyó en el Ministerio a Juan Fernando López Aguilar, el cual dejó la cartera para dedicarse a la candidatura por el PSOE en las autonómicas canarias. Anteriormente, desde 15 de junio de 2004 hasta su nombramiento como ministro, fue el fiscal jefe de la Sala Tercera de lo Contencioso-Administrativo del Tribunal Supremo. 
Su primer contacto con la política se produjo en 1986 en Madrid, fecha en la que comienza a desempeñar la función de asesor del ministro socialista de Justicia, Fernando Ledesma. Allí conoció a María Teresa Fernández de la Vega, que trabajaba en el mismo equipo. Permanecería en esta función hasta 1989. En este tiempo participó en la reforma de la legislación de menores y de la ley de Enjuiciamiento criminal, así como en la elaboración del decreto regulador de la policía judicial. 
Tras esta etapa fue nombrado fiscal del Tribunal Supremo y en 1992 fiscal jefe del Tribunal Superior de Justicia de Madrid. Cargo que desempeñaría hasta 2003, año en que mantuvo una polémica con el entonces ministro de Justicia, José María Michavila, a raíz de unas críticas sobre los nuevos 'juicios rápidos'.
En los años 60 era el bajista del grupo Los Cirros con el que llegó a actuar en televisión e incluso a editar dos discos.
Dimitió de su cargo como ministro el 23 de febrero de 2009, semanas después de la primera huelga de jueces en España, huelga que el ministro pretendió prohibir, pero que de hecho se produjo, con un seguimiento mayoritario durante un día. El final lo provocaron las numerosas críticas (incluido desde dentro de su partido por parte de Patxi López) por participar sin disponer de la licencia necesaria en una cacería en el coto de Cabeza Prieta en Torres (Jaén), organizada por Bartolomé Molina, secretario general del Partido Popular en dicho municipio junto a otras 50 personas, entre las que se encontraba el juez de la Audiencia Nacional, Baltasar Garzón, que en ese momento instruía la causa del Caso Gürtel donde había imputados del Partido Popular y el comisario general de la Policía Judicial, responsable del servicio que está investigando la supuesta trama de espionaje en el seno del Partido Popular de la Comunidad de Madrid.

## Biografía
Mariano Fernández Bermejo nació en Arenas de San Pedro (Ávila), en 1948, en el seno de una familia acomodada. Su padre, el segoviano Mariano Fernández Alonso, era empresario maderero y teniente de alcalde de Arenas de San Pedro.

### Formación
- Licenciado en Derecho por la Universidad Complutense de Madrid, en noviembre de 1969.
- 3 cursos de doctorado con calificación sobresaliente (curso académico 1973-74).
- Experto en Derecho Comunitario por la Universidad Complutense (1998).

### Actividad profesional
Hasta el momento de ser nombrado ministro de Justicia y desde el 1 de julio de 2004, venía desempeñando el cargo de fiscal jefe de la Sala de lo Contencioso-Administrativo del Tribunal Supremo, cargo para el que fue nombrado por el entonces fiscal general Cándido Conde-Pumpido.
Ingresó en la Carrera Fiscal con el número 1, en marzo de 1974. Contaba con 26 años de edad. Desde entonces ha desempeñado las siguientes responsabilidades: 
- Abogado fiscal de la Audiencia Provincial de Santa Cruz de Tenerife (abril de 1974-diciembre de 1976).
- Abogado fiscal de la Audiencia Territorial de Cáceres (diciembre de 1976-octubre de 1981).
- Teniente Fiscal de la Audiencia Provincial de Segovia (noviembre de 1981).
- Fiscal jefe de la Audiencia Provincial de Segovia (diciembre de 1984).
- Asesor ejecutivo del Ministro de Justicia (septiembre de 1986-junio de 1989, fecha en que cesa, a petición propia). Durante esta etapa participa en los estudios que precedieron a la reforma de la legislación sobre Menores, Código Civil incluido, así como en la elaboración y seguimiento parlamentario del Proyecto de Reforma de la Ley de Enjuiciamiento Criminal y en la elaboración del Proyecto de Decreto regulador de la Policía Judicial.
- Fiscal del Tribunal Supremo, desde junio de 1989.
- Fiscal jefe del Tribunal Superior de Justicia de la Comunidad de Madrid desde julio de 1992 a julio de 2003, fecha en la que es cesado, pasando a desempeñar el puesto de fiscal en la Sección de Contencioso-Administrativo de la Fiscalía de Madrid. Durante su larga etapa al frente de la Fiscalía de la CAM creó dos secciones especializadas, para la persecución de los delitos económicos y para los problemas medioambientales.
- Fiscal jefe de la Sala de lo Contencioso-Administrativo del Tribunal Supremo (julio de 2004-febrero de 2007).

### Actividad académica
- Profesor adjunto interino de Derecho Penal de la Facultad de Derecho de la Universidad de Extremadura (1977-1980).
- Profesor de la Facultad de Derecho de la UNED (1980-1981).
- Ha sido también profesor del Centro de Estudios Judiciales (hoy, Centro de Estudios Jurídicos de la Administración de Justicia) y ha impartido innumerables cursos de especialización de Policía Judicial.

Actividad como ponente y conferenciante
- Desde 1977 ha compaginado su actividad docente y profesional con su participación como conferenciante en numerosos foros de ámbito judicial y de la sociedad civil.

- En 1997 recibió la petición del Congreso de los Diputados de comparecer como experto ante la subcomisión que elaboraba el informe base para el nuevo modelo policial.

- A finales de 1986 se incorporó al equipo de juristas encargado de la reforma de la legislación de menores, desarrollando simultáneamente una amplia labor divulgativa sobre el tema, a través de cursos, conferencias y publicación de trabajos jurídicos.

- En 1988 participó en las reuniones del Grupo de Consejeros de Ministros de Justicia del Consejo de Europa en materia de terrorismo, celebradas en Estrasburgo.

- Entre abril de 2005 y febrero de 2006 presidió la Comisión de Estudio encargada de redactar el borrador de modificación del Estatuto Orgánico del Ministerio Fiscal.

- Es autor de un gran número de ponencias, muchas de las cuales versan sobre tres ámbitos que, desde el inicio de su actividad, han suscitado en él un interés muy especial: los colectivos marginados, la legislación que afecta a los menores de edad y la seguridad colectiva. Entre ellas: “El concepto de desamparo” (1987), “Líneas generales de la Reforma del Derecho del Menor” (1988), “Adopción y acogimientos familiares” (1988), “El menor de edad en la legislación española” (1994), “La Mediación como solución alternativa al proceso y su significación respecto a la víctima” (2000), “La protección de los Derechos Humanos en los colectivos sociales marginales” (2001), “Contra la especulación del suelo” (2003).

También ha firmado numerosos artículos en publicaciones jurídicas, revistas especializadas y en la Memoria Fiscal correspondiente a distintos años.

## Otros datos de interés
- En la Fiscalía de Madrid creó una sección especializada para afrontar los problemas medioambientales en esta Comunidad Autónoma, cuya dirección correspondió al fiscal Emilio Valerio.

- En la Fiscalía de Madrid creó una sección especializada en persecución de delitos económicos.

- En 2008 protagonizó una polémica al invertir 250 000 € de dinero público en reformar el piso oficial[3] que ya había sido reformado anteriormente.[4] Según su anterior inquilina, María Antonia Trujillo, "estaba en perfecto estado para vivir".[5] Bermejo alegó que las reformas se debían a una infiltración de agua.[6]

- Los funcionarios de la Administración de Justicia de las Autonomías no transferidas (unos 9500) del ministerio que presidía llevaron a cabo una huelga indefinida durante los meses de febrero y marzo que ocasionó graves perjuicios a la Justicia, ciudadanos y a los propios trabajadores. El motivo principal fue la discriminación salarial que sufrían respecto a algunas CC. AA. con transferencias de gestión.

- En 2009, la Junta de Andalucía abrió expediente informativo a Mariano Fernández Bermejo después de que se conociera que cuando participó en monterías junto con el juez Baltasar Garzón en fincas de Jaén no tenía licencia de caza para esa Comunidad. Hechos que reconoció Bermejo, indicando que la finca estaba muy próxima a Puertollano, donde sí posee licencia.[7] Ante las críticas de la oposición, De la Vega indicó que Bermejo ya había reconocido su error y defendió la "transparencia de vida" del ministro.[8] El día anterior el PP había solicitado la creación de una comisión de investigación por la cacería en cuestión,[9] para investigar la posible vulneración también de los principios de independencia judicial, de legalidad, y de los códigos de buen gobierno; además de la cuestión de la licencia de caza el PP, a través de su portavoz, argumenta la posibilidad de que algunas de las cacerías en las que ha participado el ministro podrían haber sido "regalos, privilegios", cuya aceptación vulneraría el código de buen gobierno aprobado hacía cuatro años. También indican que la coincidencia con el juez Garzón, pondría en entredicho la independencia judicial, en relación con la coincidencia de esta cacería en la semana posterior a la 'operación Gürtel' instruida por el mismo juez, que implica a varios cargos del PP.

- Estas últimas informaciones derivaron en la dimisión, el 23 de febrero de 2009, de Mariano Fernández Bermejo como ministro de Justicia.[10]

## Premios y condecoraciones
- Premio "Jesús Vicente Chamorro" 2003.
- Cruz de Honor de San Raimundo de Peñafort.
- Cruz de Plata al Mérito de la Guardia Civil.
- Medalla al Mérito Policial, distintivo blanco.